# 라이트하우스 환초

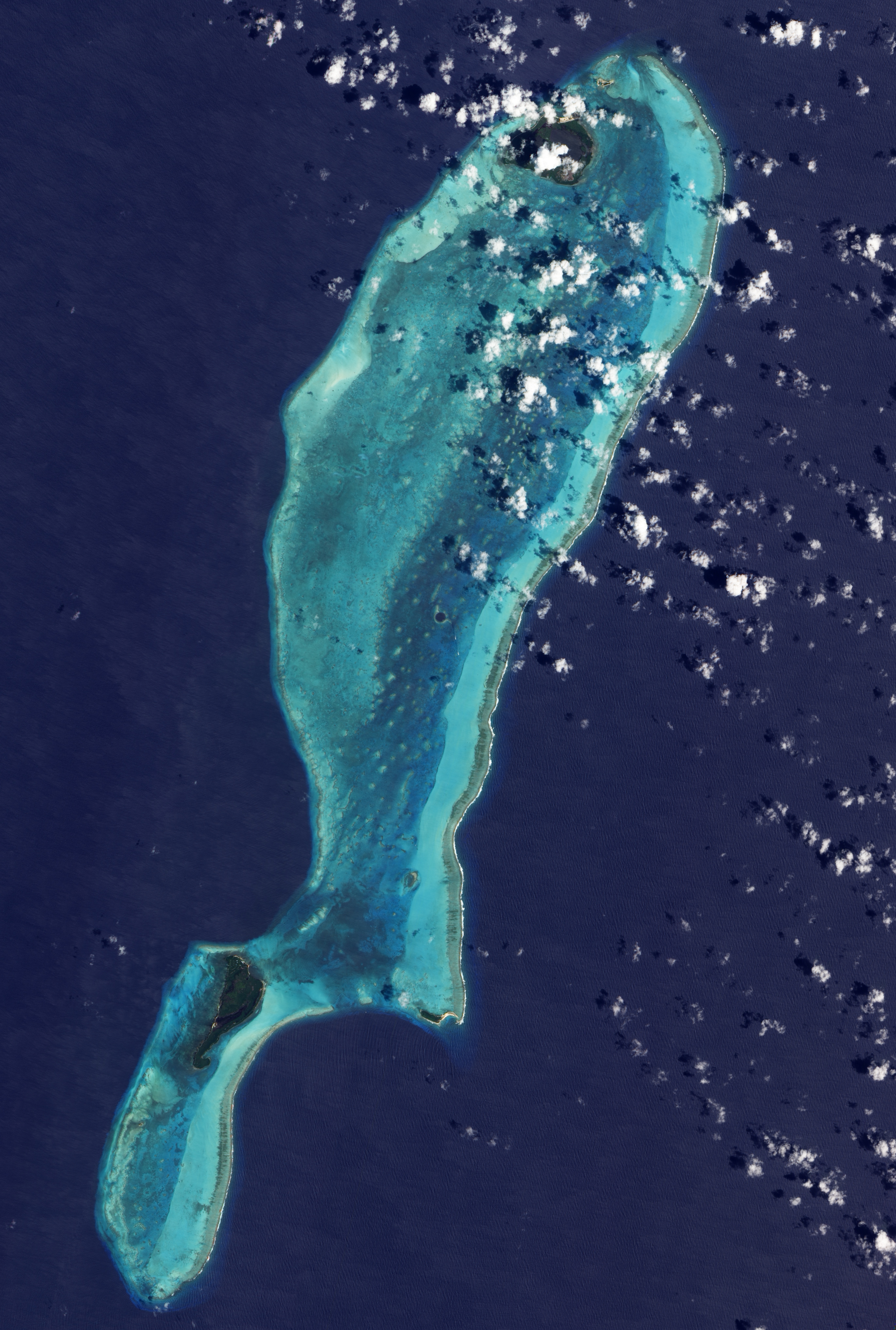
라이트하우스 리프의 위성사진

라이트하우스 리프(Lighthouse reef)는 카리브해의 환초이다. 벨리즈 환초 동쪽 끝 부분에 있으며, 세 개의 환초 중 두개는 터니프 환초(Turneffe Atoll)와 글로버 산호초(Glover's Reef)이다. 등대초는 벨리즈에서 남동쪽으로 80km 정도 떨어진 곳에 위치한다. 타원형 모양이며, 길이는 남북으로 약 35km (22 mi), 폭은 약 8km (5.0 mi)이다. 얕은 모래 석호를 형성하며, 면적은 120mi (46mi)이고 깊이는 2~6 미터 (6피트 7인치~19피트 8인치)이다.
카리브해에서 가장 자연적이고 건강한 암초 중 하나이다. 이 암초는 새로 생긴 프링잉 암초 (fringing reef), 산호 테두리가 있는 선반 가장자리가 있는 경사진 앞 암초 (sloping fore reef), 수직 산호 벽 (coral rimmed shelf edge), 그리고 얕은 중앙 석호에 있는 수많은 암초들로 이루어져 있다.
북쪽에서 남쪽으로 나열되어 있는 섬들은 아래와 같다.
- 샌드보르 케이
- 북쪽 케이
- 할프 문 케이
- 새들 케이
- 롱 케이
- 햇 케이

라이트하우스 리프는 스노클링과 다이빙 장소로 알려져 있으며, 벨리즈와 카리브해 전역에서 최고의 다이빙 장소 중 하나로 여겨진다. 유명한 다이빙 장소는 하프 문 케이 월 (Half Moon Caye Wall), 롱 케이브 아쿠아리움 (Long Caye Aquarium), 실버 동굴 (Silver Caves), 트레스 코코스 (Tres Cocos), 그리고 웨스트 포인트 (West Point)이다. 이 산호초들 외에도, 이곳은 그레이트 블루 홀의 본거지이기도 하다.

## 동식물군

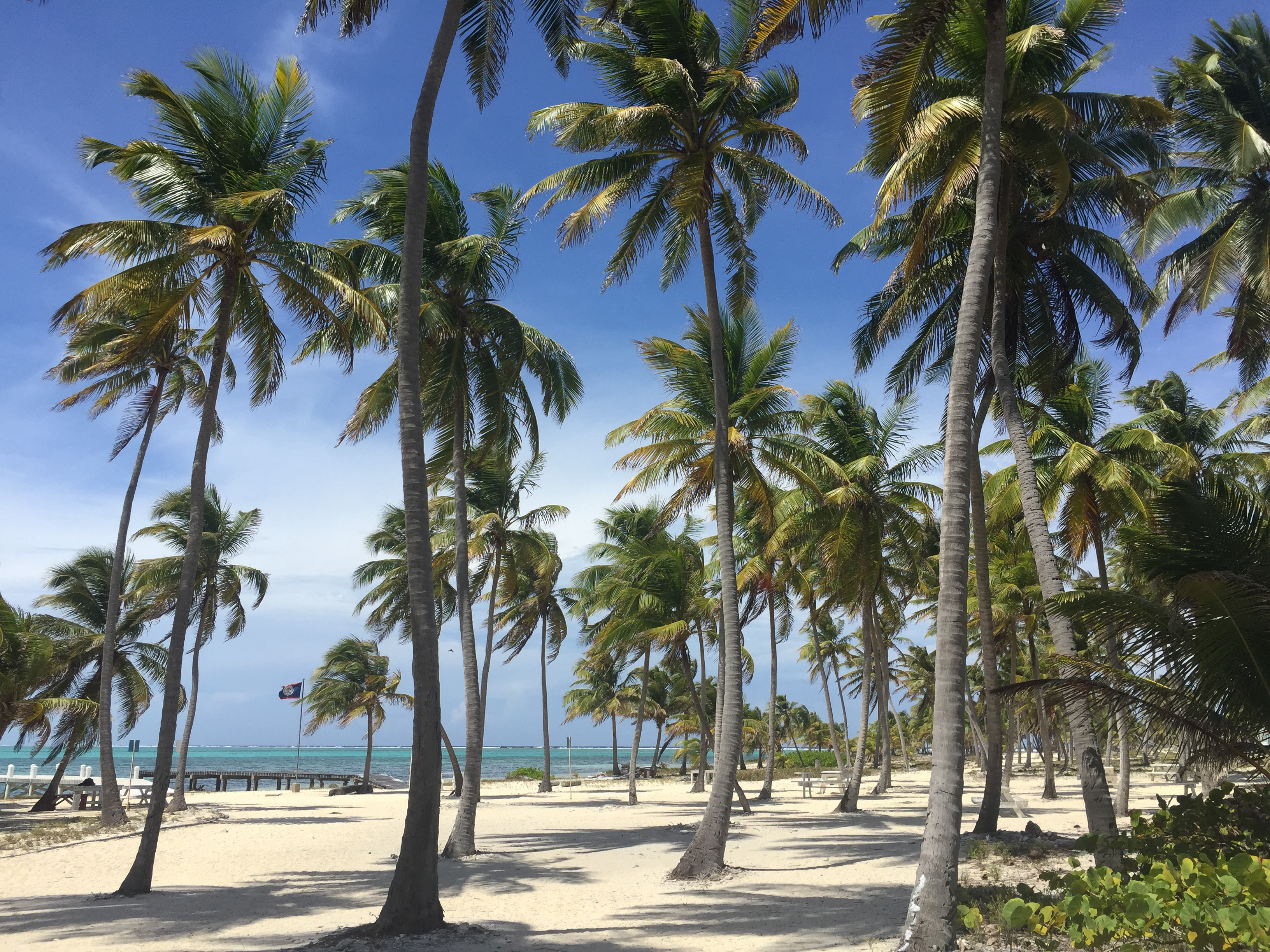
하프 문 케이 (Half Moon Caye)

산호섬의 식물들은 대부분 코코넛 나무들이다. 하프 문의 서쪽 절반에는 드물게 남아 있는 환초 시리코테 숲 (atoll siricote (Cordia sebestena) forest)이 있고, 샌드보어 케이 (Sandbore Cay)에는 자연 초목이 있다. 하프 문 케이에는 약 4000마리의 붉은발 부비(술라)가 둥지를 틀고 있는 군집뿐만 아니라 프리깃새 (magnificent frigatebird (Fregata magnificens))가 서식하고 있다. 그 뿐만 아니라 붉은발부비 (red-footed booby (Sula sula)) 약 4000여 마리가 둥지를 틀고 있다. 이전에 롱케이에 둥지를 틀었던 흰 관을 가진 비둘기 군락 (white-crowned pigeons (Columba leucocephala))은 과도한 사냥으로 멸종 위기종이 되었다.
암초에서 가장 우세한 어종은 크레올레라스 (creole wrasse (Clepticus parrae))와 블루크로미스 (blue chromis (Chromis cyanea))이다. 다른 널리 분포하는 종으로는 (내림차순으로) 블랙캡 바슬렛 (blackcap basslet) (Gramma melacara), 두 가지 색깔의 담셀피쉬 (bicolor damselfish) (Pomacentrus partitus), 갈색 크로미스 (brown chromis) (Chromis multilineata), 노랑꼬리도마 (yellowtail snapper) (Ocyurus chrysurus), 블루헤드 래스 (bluehead wrasse) (Thalassoma bifasciatum), 로열 그래머 (royal gramma) (Gramma loreto), 가면을 쓴 괴한 (고우비) (masked goby) (Coryphopterus personatus), 그리고 선샤인 크로미스 (sunshine chromis) (Chromis insolata)가 있다.
멸종위기에 처한 동물종은 다음을 포함한다: 아메리칸 악어 (American crocodile) (Crocodylus acutus), 바다거북 3종 (hawksbill (Eretmochelys imbricata), 러거헤드 (loggerhead) (Caretta caretta), 그리고 그린 해 거북 (green sea turtle) (Chelonia mydas), 벨리즈 고유의 잎발톱도마뱀붙이 (the Belize endemic leaf-toed gecko) (Phyllodactylus insularis), 그리고 앨리슨의 아놀도마뱀 (Allison's anole) (Anolis allisoni) 이 있다.

## 환경 보호
부분적으로만 환경 보호를 받는다. 그레이트 블루 홀과 하프 문 케이는 천연기념물로 지정되어 있으며, 1996년부터 유네스코 세계문화유산으로 (벨리즈 산호초 보호구역 시스템의 일부로서) 지정되었다. 보호되는 구역의 크기는 4.14 제곱킬로미터 (1.60 mi2), 그리고 39.25 제곱킬로미터 (15.15 mi2)이다. 추가로, 3개의 다른 지역은 국가 보호 구역이다. 북쪽 두개의 케이 (Northern Two Cayes) (3.75 제곱킬로미터 (1.45 mi2) / 나소 그루퍼 & 종 보호 현장 (Nassau Grouper & Species Protection site) / 샌드보어 (Sandbore) (5.18 제곱킬로미터 (2.00 mi2) / 산란 집계 지역 보호 구역 (Spawning Aggregation Site Reserve) / 사우스 포인트 ( 5.44 제곱킬로미터 (2.10 mi2) 등이 있다. 보호에도 불구하고, 그 환초는 통제되지 않는 어업과 관광으로 인간의 자연 파괴에 시달리고 있다.